# Joe Dispenza

Joe Dispenza (22 de marzo de 1962) es un conferencista internacional, doctor en quiropráctica y escritor estadounidense.
Es conocido por su aparición en el documental ¿¡Y tú qué sabes!?, el cual fue estrenado en 2004, y por ser autor de “Deja de ser tú”, “Sobrenatural” y “El placebo eres tú”.

## Carrera profesional
Dispenza comenzó los estudios de bioquímica en Nueva Jersey, en la Universidad Rutgers de New Brunswick, aunque no llegó a aprobar el primer curso. Más tarde, se graduó en quiropráctica en Marietta, Georgia, en la Universidad Life.  
Imparte talleres y conferencias desde 1997 en todo el mundo. También tiene una clínica de quiropráctica cerca de Olympia, Washington, donde atiende a sus pacientes;

## Vida personal
A los 24 años fue atropellado por un camión mientras participaba en una prueba de triatlón, fracturándose varias vértebras. Sostiene que logró recuperarse y volver a caminar sin someterse a ninguna cirugía.

## Obras publicadas
- Desarrolle su cerebro (2008)
- Deja de ser tú (15 de febrero de 2012)
- El placebo eres tú (29 de abril de 2014)
- Sobrenatural (31 de octubre de 2017)

## Controversia
Joe Dispenza es una figura controvertida en el ámbito de la autoayuda y la medicina alternativa. Muchos de sus enfoques y afirmaciones necesitarían más evidencias para ser respaldados por la ciencia convencional. Dispenza promueve ideas relacionadas con el poder de la mente para sanar el cuerpo, manifestar deseos y alterar la realidad a través de la meditación y el pensamiento positivo, vinculando estos procesos con la física cuántica.
Algunas razones por las que se le critica y acusa de pseudocientífico incluyen:
1. Uso del lenguaje científico sin rigor: Dispenza utiliza términos como "física cuántica" o "neuroplasticidad" para respaldar sus afirmaciones, pero de manera vaga o incorrecta. La ciencia cuántica y la neurociencia son campos complejos y, aunque el cerebro tiene cierta capacidad de adaptarse y cambiar, aunque hay evidencias de que la meditación produce cambios físicos en el cerebro, todavía no hay evidencia sólida de que el pensamiento o la meditación puedan provocar los cambios radicales que él propone.
2. Falta de evidencia científica: Las afirmaciones de Dispenza sobre la curación de enfermedades graves a través de la meditación y la manifestación carecen de pruebas rigurosas o estudios clínicos revisados por pares. La medicina basada en la evidencia sigue métodos estrictos para validar tratamientos y terapias, y muchas de las propuestas de Dispenza no pasan ese escrutinio.
3. Promoción de expectativas poco realistas: Aunque es positivo fomentar una mentalidad optimista y hábitos saludables, sus enseñanzas pueden llevar a que las personas crean que pueden curar enfermedades graves solo con la mente, lo que podría hacer que algunos rechacen tratamientos médicos convencionales.
En resumen, aunque algunas de sus ideas sobre la meditación y el bienestar tienen valor en términos de reducir el estrés o mejorar el bienestar mental, muchos expertos lo consideran un pseudocientífico debido a sus afirmaciones exageradas y su falta de respaldo científico.